# Hammerweiher mit Buch
Das Hammerweiher mit Buch ist ein vom Landratsamt Wangen am 10. April 1963 durch Verordnung ausgewiesenes Landschaftsschutzgebiet auf dem Gebiet der Stadt Wangen im Allgäu.

## Lage
Das Landschaftsschutzgebiet Hammerweiher mit Buch liegt im Norden von Wangen und reicht vom Schießstadtweiher im Süden bis Oflings im Norden. Es gehört zum Naturraum Westallgäuer Hügelland.

## Landschaftscharakter
Das Gebiet umfasst Wiesen und Waldbestände, teilweise in innerstädtischer Lage, sowie den Schießstadtweiher und den Hammerweiher samt ihrer Verlandungsbereiche. Das Gebiet wird vom Krebsbach entwässert. Im Landschaftsschutzgebiet befinden sich auch ein Freibad und Sportanlagen sowie mehrere Wohnplätze. 